# جوناثان فينتر
جوناثان فينتر (بالإنجليزية: Jonathan Winter) هو سباح نيوزلندي، ولد في 18 أغسطس 1971 في ماسترتون ‏ في نيوزيلندا.

## وصلات خارجية
- جوناثان فينتر على موقع الاتحاد الدولي للسباحة (الإنجليزية)
- جوناثان فينتر على موقع أوليمبيديا (الإنجليزية)